# Jednorodność (fizyka)
Jednorodność (homogeniczność) – wykazywanie jednakowych właściwości w każdej, nawet niewielkiej objętości danej próbki materiału, brak występowania w nim nieregularności. Można też mówić o jednorodności przebiegu zjawisk czy o jednorodności pól fizycznych w pewnym obszarze. Słowo homogeniczny pochodzi od greckich rdzeni hom-, oznaczającego „taki sam” i genos, oznaczającego „rodzaj”. 

## Substancje jednorodne
Substancje jednorodne wykazują jednakowe właściwości bez względu na punkt ciała, w którym dana właściwość jest określana. Jednorodność dotyczy takich cech, jak:
- gęstość,
- rozszerzalność cieplna,
- przewodnictwo elektryczne,
- przewodnictwo cieplne,
- podatność magnetyczna,
- współczynnik załamania światła,
- szybkość wzrostu i rozpuszczania.

Można mówić o jednorodności substancji w każdym stanie skupienia, tj. gazów, cieczy, ciał stałych, plazmy.

## Ośrodki jednorodne
Ośrodek charakteryzujący się jednorodnością cech fizycznych nazywa się ośrodkiem jednorodnym.  
Np. powietrze małym pojemniku może być jednorodne pod względem gęstości, temperatury, ciśnienia. Ale już powietrze w skali całej atmosfery nie jest jednorodne, ponieważ wraz z wysokością maleje jego gęstość, ciśnienie i zmienia się jego temperatura oraz skład chemiczny i stopień jonizacji. 

## Pola fizyczne jednorodne
O jednorodności można mówić także w odniesieniu do pól fizycznych (grawitacyjnych, elektrycznych, magnetycznych). W przypadku pola wektorowego (np. pola elektrycznego {\displaystyle {\vec {E}}}) jednorodność oznacza stałość w przestrzeni wartości, kierunku i zwrotu wektora tego pola.

## Zjawiska jednorodne
Można też mówić o jednorodności przebiegu zjawisk, tj. w każdym punkcie ośrodka i w każdym  kierunki zjawisko zachodzi tak samo, np. zjawisko dyfuzji, przewodnictwa ciepła, itp.